# كلارنس د. كلارك
كلارنس د. كلارك (بالإنجليزية: Clarence Don Clark)‏ هو محامي وسياسي أمريكي، ولد في 16 أبريل 1851 في الولايات المتحدة، وتوفي في 18 نوفمبر 1930 في نفس البلد. حزبياً، نشط في الحزب الجمهوري. وقد انتخب عضو مجلس النواب الأمريكي وانتخب عضو مجلس الشيوخ الأمريكي.